# Harrisburg Patriots
Gli Harrisburg Patriots sono stati una franchigia di pallacanestro della EPBL, con sede a Harrisburg, in Pennsylvania, attivi tra il 1965 e il 1967.
Disputarono due stagioni nella EPBL senza mai qualificarsi per i play-off. Scomparvero al termine della stagione 1966-67.

## Stagioni
| Stagione | Lega | Denominazione       | V  | P  | %    | Piazzamento | Play-off |
| -------- | ---- | ------------------- | -- | -- | ---- | ----------- | -------- |
| 1965-66  | EPBL | Harrisburg Patriots | 10 | 18 | 35,7 | 4º          | -        |
| 1966-67  | EPBL | Harrisburg Patriots | 10 | 17 | 37,0 | 5º          | -        |